# Buckethead
Buckethead, właśc. Brian Patrick Carroll (ur. prawd. 13 maja 1969 w Kalifornii) – amerykański muzyk i kompozytor. Wydał ponad 600 solowych albumów, 60 we wspólnych projektach, a na 44 znalazł się jako gość.
Znany jest ze swojego charakterystycznego wizerunku: białej maski na twarzy i kubełka KFC (lub czystego białego bez nadruku), ozdobionego pomarańczową naklejką z napisem „Funeral” (ang. pogrzeb), na głowie. Aktualnie nosi kubełek KFC bez naklejki z napisem „Funeral”. Podczas występów czasem wnosi na scenę nunchaku, rozdaje prezenty w postaci dziwnych i przestarzałych zabawek, tańczy robot dance oraz zapewnia inne oryginalne atrakcje.
Chociaż Buckethead jest multiinstrumentalistą, jest znany głównie z gry na gitarze elektrycznej. Zajął 8. miejsce w plebiscycie amerykańskiego magazynu Guitar One „Top 10 Greatest Guitar Shredders of All Time”. Został również wpisany na listę „25 all-time weirdest guitarists” (ang. 25 najdziwniejszych gitarzystów wszech czasów) zamieszczoną w magazynie Guitar World oraz listę „50 fastest guitarists of all time list” (ang. 50 najszybszych gitarzystów wszech czasów).
W latach 2000–2004 był członkiem grupy Guns N’ Roses. Jego partie znalazły się na ostatniej płycie zespołu – Chinese Democracy – pomimo że została wydana 4 lata po jego odejściu.
W 2011 roku muzyk rozpoczął wydawać serię albumów zatytułowaną „Pikes” – część z nich ma odrębne tytuły, część jest tylko numerowana. Do 2013 roku wydał ponad 30 albumów „Pikes”, z czego ponad 20 w samym roku 2013. Albumy są często wydawane w limitowanych nakładach z własnoręcznymi rysunkami gitarzysty, ponadto nie są wydawane zgodnie z numeracją (np. po albumie numer 31 pojawił się 33, a wydanie 32 jest planowane w późniejszym terminie).

## Sprzęt
Gitary:
- Jackson Y2KV
- Steinberger GS
- ESP MV
- Gibson Chet Atkins
- Ibanez X-Series Flying V
- Takamine Acoustic
- '59 Gibson Les Paul Custom
- Gibson SG
- Gibson Les Paul Buckethead Signature
- '69 Gibson Les Paul Custom
- Gitara basowa Aria Pro II

Wzmacniacze:
- Peavey Renown
- Peavey 5150 head on a Marshall 1960 Slant 4x12 cab
- Diezel Herbert
- Mesa/Boogie Triple Rectifier
- VHT Pittbull 50 watt heads
- Matt Wells 17 1/2 watt head wired through a Harry Kolbe 4x12 cab

Efekty:
- Digitech Whammy II (i IV)
- Dunlop Cry Baby 535Q
- Snarling Dogs Mold Spore Wah
- BOSS TU-2 Chromatic Tuner
- BOSS NS-2 Noise Suppressor
- BOSS RC-20 Loop Station
- BOSS OS-2 Overdrive/Distortion
- Roger Mayer Octavia
- DOD Electronics FX-25B envelope filter
- Alesis MidiVerb II
- Roland SE-50 multi-effector
- Zoom multi-effects
- AnalogMan BicompROSSor
- MXR EVH Phase 90
- Line 6 FM4 Filter Modeler
- Electro-Harmonix Micro Synthesizer

Buckethead używał podczas nagrywania 'Cobra Strike' Pluginu do Pro Tools:
Amp Farm amp simulator

## Albumy
- 1991 – Buckethead Blueprints (demo)
- 1992 – Bucketheadland
- 1994 – Giant Robot
- 1996 – Day of the Robot
- 1998 – Colma
- 1999 – Monsters and Robots
- 2001 – Somewhere Over the Slaughterhouse
- 2002 – Funnel Weaver
- 2002 – Bermuda Triangle
- 2002 – Electric Tears
- 2003 – Bucketheadland 2
- 2004 – Island of Lost Minds
- 2004 – Population Override
- 2004 – The Cuckoo Clocks of Hell
- 2005 – Enter the Chicken
- 2005 – Kaleidoscalp
- 2005 – Inbred Mountain
- 2006 – The Elephant Man’s Alarm Clock
- 2006 – Crime Slunk Scene
- 2007 – Pepper’s Ghost
- 2007 – Acoustic Shards
- 2007 – Decoding the Tomb of Bansheebot
- 2007 – Cyborg Slunks
- 2007 – From The Coop (nagrany w 1988)
- 2008 – Albino Slug
- 2008 – A Dragons of Eden
- 2009 – Slaughterhouse on The Prairie
- 2009 – A Real Diamond in the Rough
- 2009 – Forensic Follies
- 2009 – Needle in a Slunk Stack
- 2010 – Shadows Between the Sky
- 2010 – Spinal Clock
- 2010 – Happy holidays from Buckethead
- 2010 – Captain EO's Voyage
- 2010 – Untitled
- 2010 – 3 Foot Clearance (Pike 3)
- 2011 – It's Alive (Pike 1)
- 2011 – Empty Space (Pike 2)
- 2011 – Underground Chamber (Pike 4)
- 2011 – Look Up There (Pike 5)
- 2012 – Electric Sea
- 2012 – Balloon Cement (Pike 6)
- 2012 – The Shores of Molokai (Pike 7)
- 2012 – Racks (Pike 8)
- 2012 – March of the Slunks (Pike 9)
- 2012 – The Silent Picture Book (Pike 10)
- 2013 – Forgotten Library (Pike 11)
- 2013 – Pike 12
- 2013 – Pike 13
- 2013 – Pike 14
- 2013 – Pike 15
- 2013 – Pike 16
- 2013 – Pike 17
- 2013 – Pike 18
- 2013 – Pike 19
- 2013 – Pike 20
- 2013 – Pike 21
- 2013 – Pike 22
- 2013 – Telescape (Pike 23)
- 2013 – Slug Cartilage (Pike 24)
- 2013 – Pancake Heater (Pike 25)
- 2013 – Worms for the Garden (Pike 26)
- 2013 – Halls of Dimension (Pike 27)
- 2013 – Feathers (Pike 28)
- 2013 – Splatters (Pike 29)
- 2013 – Mannequin Cemetery (Pike 30)
- 2013 – Pearson's Square (Pike 31)
- 2013 – Pumpkin (Pike 33)
- 2013 – Thank You Ohlinger's (Pike 35)
- 2013 – The Pit (Pike 36)
- 2013 – Hollowed Out (Pike 37)

### EP
- 2001 – KFC Skin Piles

### DVD
- 2005 – Secret Recipe (Buckethead DVD)|Secret Recipe
- 2006 – Young Buckethead Vol. 1
- 2006 – Young Buckethead Vol. 2

### Demo
- 1991 – Giant Robot (Demo Tape)
- 1991 – Bucketheadland Blueprints (wydana w 2007)

### Specjalne
- 2007 – In Search of The

### Niewydane
- 1997 – Buckethead Plays Disney
- 2003 – Super Diorama Theater

## Zespoły

### Brain
- 2007 – Kevin's Noodle House

### Cobra Strike
- 1999 – 13th Scroll
- 2000 – Cobra Strike II – Y, Y+B, X+Y

### Colonel Claypool’s Bucket of Bernie Brains
- 2004 – The Big Eyeball in the Sky

### Cornbugs
- 1999 – Spot the Psycho
- 2001 – Cemetery Pinch
- 2001 – How Now Brown Cow
- 2004 – Brain Circus
- 2004 – Donkey Town
- 2005 – Rest Home for Robots
- 2005 – Skeleton Farm
- 2006 – Celebrity Psychos

### Death Cube K
- 1994 – Dreamatorium
- 1997 – Disembodied
- 1999 – Tunnel
- 2007 – DCK
- 2007 – Monolith
- 2009 – Torn from black space

### Deli Creeps
- 1991 – Deli Creeps Demo Tape 1991
- 1996 – Deli Creeps Demo Tape 1996
- 2005 – Dawn of the Deli Creeps

### Travis Dickerson
- 2006 – Chicken Noodles
- 2007 – Chicken Noodles II
- 2009 – Iconography
- 2010 – Left Hanging

### El Stew
- 1999 – No Hesitation
- 2003 – The Rehearsal

### Giant Robot
- 1996 – Giant Robot

### Gorgone
- 2005 – Gorgone

### Guns N’ Roses
- 2008 – Chinese Democracy

### Jonas Hellborg&Michael Shrieve
- 1995 – Octave Of The Holy Innocents

### Viggo Mortensen
- 1999 – One Less Thing to Worry About
- 1999 – The Other Parade
- 1999 – One Man’s Meat
- 2003 – Pandemoniumfromamerica
- 2004 – Please Tomorrow
- 2004 – This, That and the Other
- 2005 – Intelligence Failure
- 2008 – At All

### Pieces (zespół muzyczny)
- 1996 – I Need 5 Minutes Alone

### Praxis
- 1992 – Transmutation (Mutatis Mutandis)
- 1994 – Sacrifist
- 1994 – Metatron
- 1997 – Live in Poland
- 1997 – Transmutation Live
- 1998 – Collection
- 1999 – Warszawa
- 2005 – Zurich
- 2007 – Tennessee 2004
- 2008 – Profanation (Preparation for a Coming Darkness)

### Science Faction
- Zapowiadana na 2009 – Science Faxtion

### Shin Terai/ Shine /Shine.E
- 2001 – Unison
- 2004 – Heaven and Hell
- 2007 – Light Years

### Thanatopsis
- 2001 – Thanatopsis
- 2003 – Axiology
- 2006 – Anatomize

### Zillatron
- 1993 – Lord of the Harvest

## Gościnne wystąpienia
- Anton Fier – Dreamspeed – (1993)
- Anton Fier – Blindlight 1992–1994 – (2003)
- Arcana – Arc of the Testimony – (1997)
- Axiom Ambient – Lost in the Translation – (1994)
- Axiom Funk – If 6 was 9 – (1995)
- Banyan – Anytime at All – (1999)
- Bassnectar – Mesmerizing The Ultra – (2005)
- Bastard Noise/Spastic Colon – (1998)
- Ben Wa – Devil Dub – (1999)
- Bernie Worrell – Pieces of Woo: The Other Side – (1993)
- Bernie Worrell – Free Agent: A Spaced Odyssey – (1997)
- Bill Laswell – Points of Order – (2001)
- Buckshot Le Fonque – (1995)
- Buckshot Le Fonque – No Pain No Gain – (1995)
- Company 91 Volume 1 – (1991)
- Company 91 Volume 2 – (1991)
- Company 91 Volume 3 – (1991)
- Divination – Ambient Dub Volume 1 – (1993)
- DJ Q-bert – Wave Twisters – (1998)
- Double E – Audio Men – (2000)
- Fishbone's Family Nexperience – The botliest Psychosis... – (2002)
- Freekbass – The Air is Fresher Underground – (2003)
- Gemini – Product of Pain – (2003)
- Gonervill – Gonervill – (2001)
- Great Jewish Music – Marc Bolan- (1998)
- Hakim Bey – T.A.Z. (Temporary Autonomous Zone) – (1994)
- Henry Kaiser – Hope You Like Our New Direction – (1991)
- Icehouse – Big Wheel – (1993)
- Icehouse – Full Circle – (1996)
- Jon Hassell and Blue Screen – Dressing for Pleasure – (1994)
- Julian Schnabel – Every Silver Lining has a Cloud – (1995)
- MCM and the Monster – Collective Emotional Problems – (1993)
- Meridiem – A Pleasant Fiction – (2004)
- Myth – Dreams of the World – (1996)
- New Yorker Out Loud Vol. 2 – (1998)
- Phonopsychograph Disk – Ancient Termites – (1998)
- Phonopsychograph Disk – Live @ Slim's/Turbulence Chest – (1999)
- Phonopsychograph Disk – Wydany tylko na kasecie- (1999)
- Psyber Pop – What? So What? – (1993)
- Refrigerator – (1997)
- Refrigerator – Somehow – (1997)
- Shin Terai – Unison – (2000)
- Shine – Heaven and Hell – (2004)
- The Freak Brothers – (2001)
- The Meta Collection – (2002)
- Tony Furtado Band – (2000)
- Valis II – Everything Must Go – (1997)
- Viggo Mortensen – One Less Thing to Worry About – (1999)
- Viggo Mortensen – One Man’s Meat – (1999)
- Viggo Mortensen – The Other Parade – (1999)
- Viggo Mortensen – Pandemoniumfromamerica – (2004)
- Viggo Mortensen – Please Tomorrow – (2004)
- Viggo Mortensen – This That and the Other – (2004)
- Viggo Mortensen – Intelligence Failure – (2005)
- Will Ackerman – The Opening of Doors – (1992)

## Soundtracki
- 1993 – Bohater ostatniej akcji
- 1995 – Johnny Mnemonic
- 1995 – Mortal Kombat (film)
- 1996 – Alien Ambient Galaxy
- 1996 – Stealing Beauty
- 1997 – Beverly Hills Ninja
- 1997 – Guitar Zone
- 1997 – Mortal Kombat 2: Annihilation
- 1997 – Guitars on Mars
- 1998 – Night and Day
- 1998 – Guitarisma 2
- 1998 – Great Jewish Music: A Tribute to Marc Bolan
- 1998 – New Yorker Out Loud: Volume 2
- 1999 – Mighty Morphin Power Rangers
- 1999 – Crash Course in Music
- 1999 – Horizons
- 1999 – Music for the New Millennium
- 2001 – Innerhythmic Sound System
- 2001 – Ghosts of Mars
- 2001 – Dragon Ball Z: „The History of Trunks”
- 2001 – Bomb Anniversary Collection
- 2002 – Guitars for Freedom
- 2002 – The Meta Collection
- 2002 – Scratch: The Film
- 2002 – Urban Revolutions
- 2005 – Blue Suenos
- 2005 – Masters of Horror
- 2005 – Piła II
- 2006 – Guitar Hero II
- 2006 – The Longest Yard Jack and the Ripper
- 2008 – Guitar Hero III: The Legends of Rock

## Wideografia
- Axiom Funk – If 6 Was 9
- Bootsy Collins – Funk Express Card
- Bryan Mantia – BRain’s Lessons
- Buckethead – Viva Voltron
- Buckethead – The Ballad of Buckethead
- Buckethead – Binge Clips Vol. 1 – 7
- Buckethead – Killer Grabbag of Shards Vol. 1
- Buckethead – Spokes For The Wheel of Torment
- Buckethead – We Are One
- DJ Q-Bert – Inner Space Dental Commander
- DJ Q-Bert – Wave Twisters
- Freekbass – Always Here
- Praxis – Animal Behaviour
- Praxis – Inferno / Heat Seeker / Exploded Heart
- Primus – Videoplasty
- Primus – Animals Should Not Try To Act Like People
- Thanatopsis – Pyrrhic Victory

## Filmografia
- We Sold Our Souls for Rock 'n Roll (2001, film dokumentalny, reżyseria: Penelope Spheeris)[2]